# إسحاق بومر
إسحاق بومر هو لاعب كرة قدم كندي في مركز حراسة المرمى، ولد في 20 نوفمبر 2001 في Princeton, British Columbia ‏ في كندا.

## وصلات خارجية
- إسحاق بومر على موقع الدوري الأمريكي (الإنجليزية)
- إسحاق بومر على موقع قاعدة بيانات كرة القدم.إي يو (الإنجليزية)
- إسحاق بومر على موقع Soccerway.com (الإنجليزية)